# Джеймс Солтер (плавець)
Джеймс Солтер (англ. James Salter, 18 березня 1976) — британський плавець.
Учасник Олімпійських Ігор 1996, 2000 років.
Призер Чемпіонату світу з водних видів спорту 1998 року.
Призер Чемпіонату світу з плавання на короткій воді 1997, 2000 років.
Чемпіон Європи з водних видів спорту 1997 року, призер 1999 року.
Призер Чемпіонату Європи з плавання на короткій воді 1999 року.
Призер Ігор Співдружності 1994, 1998, 2002 років.